# Horas-homem
Horas-homem (tradução do inglês man-hours)  é uma unidade, convencionada e subjetiva, que mede a quantidade de trabalho realizada por um trabalhador médio durante uma hora.